# Tricyphona tachulanica
Tricyphona tachulanica är en tvåvingeart som först beskrevs av Alexander 1949.  Tricyphona tachulanica ingår i släktet Tricyphona och familjen hårögonharkrankar. Inga underarter finns listade i Catalogue of Life.